# Supercoppa svizzera 2017 (pallavolo maschile)
La Supercoppa svizzera 2017 si è svolta il 7 ottobre 2017: al torneo hanno partecipato due squadre di club svizzere e la vittoria finale è andata per la terza volta all'Amriswil.

## Regolamento
Le squadre hanno disputato una gara unica.

## Squadre partecipanti
| Squadra  | Qualificazione                                                | Ultima partecipazione    |
| -------- | ------------------------------------------------------------- | ------------------------ |
| Amriswil | Vincitrice Lega Nazionale A 2016-17/Coppa di Svizzera 2016-17 | Supercoppa svizzera 2016 |
| Näfels   | Finalista Coppa di Svizzera 2016-17                           | Supercoppa svizzera 2016 |

## Torneo
| 7 ottobre 2017 St. Leonhard-Halle, Friburgo Durata: ? - Spettatori: ? | Amriswil | 3 - 1 | Näfels | 25-21, 25-22, 15-25, 31-29 |